# Sørbyhaugen (métro d'Oslo)
 (octobre 2017).
Sørbyhaugen est une ancienne station du métro d'Oslo.
La station se situait entre Smestad et Makrellbekken, et a été inaugurée lorsque la ligne Røa fut créée, en tant qu'extension de Smestad à Røa, le 24 janvier 1935. À partir de 1942, elle fut le point de départ de la ligne Kolsås dérivée de la ligne Røa, desservant la municipalité voisine Bærum.

## Histoire

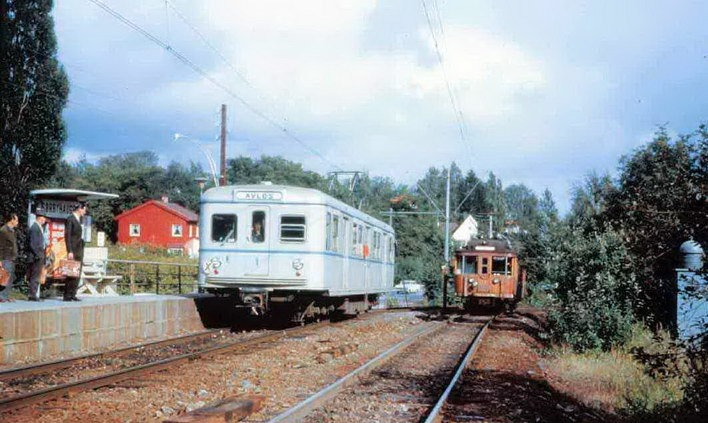
Sørbyhaugen en 1962

La station fut fermée dans le cadre de la révision de la ligne Røa en 1995.